# István Hollós
Dans le nom hongrois Hollós István, le nom de famille précède le prénom, mais cet article utilise l’ordre habituel en français István Hollós, où le prénom précède le nom.
István Hollós, né le 19 avril 1872 à Budapest et mort le 2 février 1957 dans la même ville, est un psychiatre et psychanalyste hongrois. Il est cofondateur et vice-président, en 1913, de l'Association psychanalytique hongroise, dont il devient le président, en 1933.

## Biographie
Il étudie la médecine à l'université de Budapest en 1891-1896, époque à laquelle il « magyarise » son patronyme Hezler en Hollós,. Il est médecin militaire durant la Première Guerre mondiale.
En 1913, il participe à la fondation de l'Association psychanalytique hongroise, avec Sándor Ferenczi, Sándor Radó et Ignotus, et en devient le vice-président. Il fait une analyse à Vienne, avec Freud en 1918, puis un contrôle avec Paul Federn. Après la mort de Ferenczi, il en devient le président (1933-1939).
Il participe au Ve congrès international de 1918 à Budapest, et présente une communication au VIIe congrès de l'Association psychanalytique internationale à Berlin en 1922. Il est l'oncle d'Edith Gyömrői, à qui il fait connaître la psychanalyse et qu'il invite au congrès international de 1918. Il est médecin et directeur de la clinique Lipotmezö, connue sous le nom de « Maison jaune », mais perd son poste hospitalier en 1925, sous le régime autoritaire de Miklós Horthy, en raison de ses origines juives. 

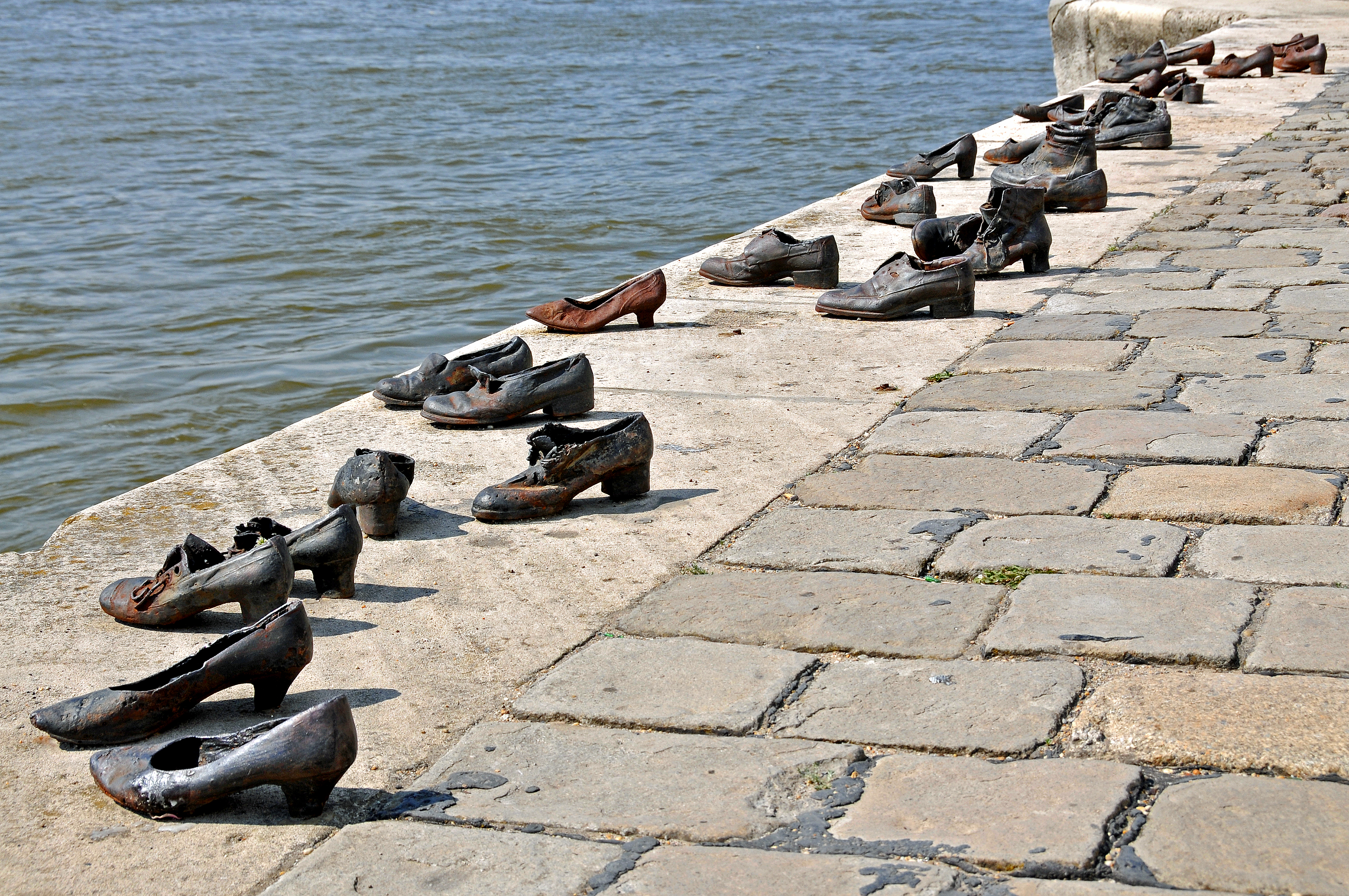
Œuvre d'art commémorant le massacre de 1944, le long du Danube.

Il publie des contributions littéraires dans la revue Nyugat. Il est ami avec Léopold Szondi. Il traduit en hongrois deux livres de Freud, L'Interprétation du rêve (1935) et Le Moi et le Ça (1937).
Durant le siège de Budapest, en décembre 1944, son épouse et lui échappent in extremis à la déportation, grâce à l'intervention du diplomate suédois Raoul Wallenberg. Ils sont d'abord hébergés dans une maison protégée par les Suédois, mais ils en sont arrachés et conduits au bord du Danube, dans un groupe de 200 personnes juives, dont 40 sont tuées par balles par les Croix fléchées et jetées dans le fleuve, jusqu'à ce que l'ordre de cesser les exécutions soit donné, les 160 prisonniers épargnés étant conduits dans le ghetto de Budapest. Il relate ce souvenir dans « Lettre d'un rescapé ».

## Publications
- « Egy versmondo betegröl » [À propos d'un malade qui faisait de la poésie], Nyugat, 1914, no 8, p. 333-340.
- « Die Phasen des Selbstbewusstseinsaktes » [Les phases de la conscience de soi], Internationale Zeitschrift für (ärztliche) Psychoanalyse, 1919, no 5, p. 93-101.
- « Psychopathologie des problèmes télépathiques quotidiens », Le Coq-Héron, 1987, no 103, p. 7-23 (« Psychopathologie alltäglicher telepathischer Erscheinungen », Imago, 1933, no 19, p. 529-546).
- Bucsum a sárga háztól, Budapest : Genius, 1927.
  - Hinter der gelben Mauer; von der Befreiung des Irren (« Derrière le mur jaune; de la libération du dément »). Hrsg. Paul Federn, Heinrich Meng. Hippokrates-Verlag, Stuttgart, 1928
  - Mes adieux à la Maison jaune, traduction du hongrois par Judith Dupont, Le Coq-Héron, no 100, 1986.
- Briefe eines Entronnenen (« Lettres d'un rescapé ») , voir: István Hollós an Paul Federn,  17. Februar 1946, dans : Psyche 28, 1974, p. 266–268.